# Музей Олеся Гончара (Київ)
Літературний музей Олеся Гончара при спеціалізованій школі № 76 ім. Олеся Гончара Святошинського району м. Києва — музей, присвячений Олесю Гончару, відкритий 1 квітня 2008 року. У 2017 році Міністерством освіти і науки України музею присвоєно звання «Зразковий музей».

## Історія
Музей Олеся Гончара було відкрито з нагоди 90-річчя від дня народження видатного письменника, громадського діяча, Героя України Олеся Терентійовича Гончара 1 квітня 2008 року. Це був перший музей, присвячений Олесеві Гончару в Києві.
Музей є центром навчально-виховної роботи з учнями. Крім екскурсій, тут проводяться уроки літератури рідного краю, позакласного читання за творами Олеся Гончара, а також виховні заходи, передбачені планом роботи музею.
Головною подією року є літературно-мистецьке свято до дня народження митця слова, коли відбувається урочисте нагородження лауреатів шкільної премії імені Олеся Гончара та зустріч з почесними гостями музею.
Почесні гості музею: Валентина Данилівна Гончар — дружина письменника, та інші члени його родини: донька Людмила Гончар, племінниця Тетяна, онука Леся Гончар — теж письменниця, Руслан Найда — скульптор і графік, правнуки Нестор і Дем'ян, а також видатні люди, які знали О. Гончара, досліджували і продовжують досліджувати його творчість: Андрій Мельничук — заслужений журналіст України, який зробив останні прижиттєві фото О. Гончара; Валентина Іршенко — член правління Всеукраїнського фонду пам'яток історико-архітектурної спадщини імені Олеся Гончара, лауреати Державної та Українсько-німецької премії імені О.Гончара Дмитро Дроздовський, Інна Сироїд, Катерина Міщук, Євген Букет, член Національної спілки кінематографістів України Орлова Н. Я., внук І. Я. Франка Роланд Франко, Ярема Гоян — директор видавництва «Веселка», у якому перевидано та надруковано багато творів О. Гончара; письменники: Яків Оксюта — упорядник літературного доробку Олеся Гончара, Петро Перебийніс, Юрій Логвиненко, Віталій Іващенко, Віктор Женченко, Іван Донич, Микола Сом, Ніна Гнатюк, Андрій Демиденко, Євген Сверстюк, Станіслав Чернілевський; поет, композитор, співак Ігор Якубовський, журналіст Галина Гримич, працівники районного управління освіти та райдержадміністрації.

## Експозиція
В експозиції музею представлено оригінальні матеріали про життєвий і творчий шлях, громадсько-політичну діяльність О. Гончара; літературні твори різних років видання: твори в дванадцяти томах, «Щоденник», ксерокопії рукописів художніх та публіцистичних творів, листів, виступів; нові книги спогадів про письменника, зокрема В. Коваля «Ніч без Олеся Гончара», Валентини Гончар «Я повен любові», М. Степаненка «Публіцистична спадщина О. Гончара» та інші.
Бойовий шлях О. Гончара-воїна представлено документами, спогадами, фотографіями, листами. Серед найцінніших експонатів музею є особисті речі письменника, фотографії, книги з його автографами, перше видання роману «Собор», надруковане в журналі «Вітчизна» 1968 року, видання творів Олеся Гончара мовами багатьох народів світу.
На виконання Закону України «Про засудження комуністичного та націонал-соціалістичного тоталітарних режимів в Україні та заборону пропаганди їхньої символіки», «Про увічнення перемоги над нацизмом у Другій світовій війні 1939—1945 рр», «Про доступ до архівів репресивних органів комуністичного тоталітарного режиму 1917—1991 років», з урахуванням Методичних рекомендацій МОН щодо засад діяльності музеїв (лист МОН від 22.05.2015 № 1/9-255), у шкільному музеї Олеся Гончара було проведено відповідну коригувальну роботу.